# مهدي الغراوي
مهدي صبيح الغراوي هو ضابط شرطة عراقي، والقائد السابق للشرطة الاتحادية العراقية في محافظة نينوى، وفريق في الجيش العراقي.
تمت إقالته من منصبه في 17 يونيو 2014 من قبل رئيس الوزراء العراقي نوري المالكي إلى جانب العديد من القادة العسكريين الآخرين، لفشله في "واجبه المهني والعسكري". جاءت إقالته بعد أسبوع من سقوط جزء كبير من شمال العراق في أيدي القوات المناهضة للحكومة في هجوم شمال العراق عام 2014. وحكمت عليه المحكمة العسكرية بالإعدام رميا بالرصاص.
وبعد أن قضى عامين في السجن، تم الإفراج عنه في 1 أغسطس 2020.